# Зіркомох Томсона
Зіркомох Томсона (Mnium thomsonii) — вид мохів порядку головмохальних (Bryales).

## Поширення
Ареал охоплює такі частини світу: Європа, Північна Америка, Азія.
Кальцифіл; населяє вологу породу, ґрунт, кору, росте уздовж струмків; від низьких до високих висот.

## Галерея

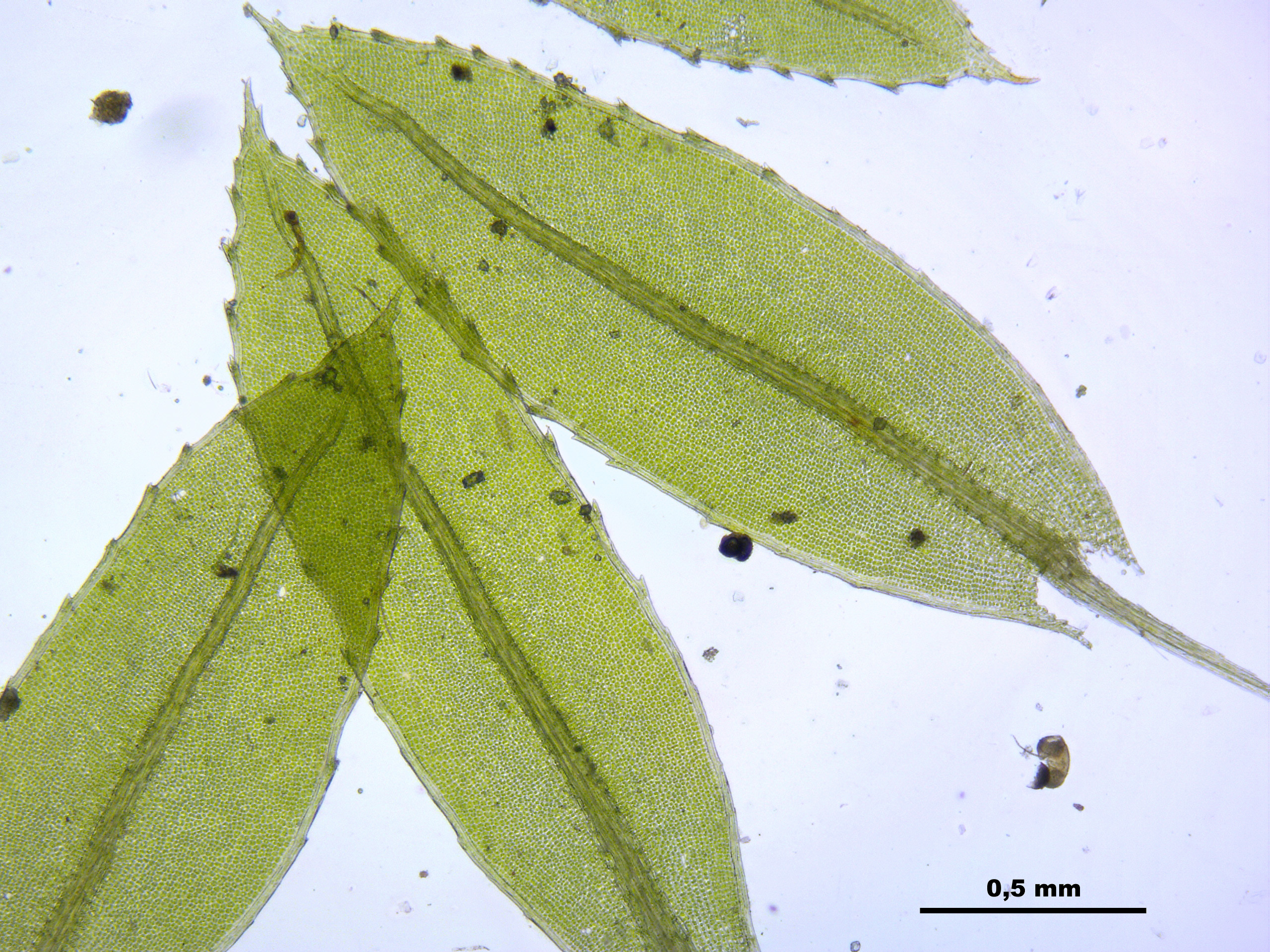
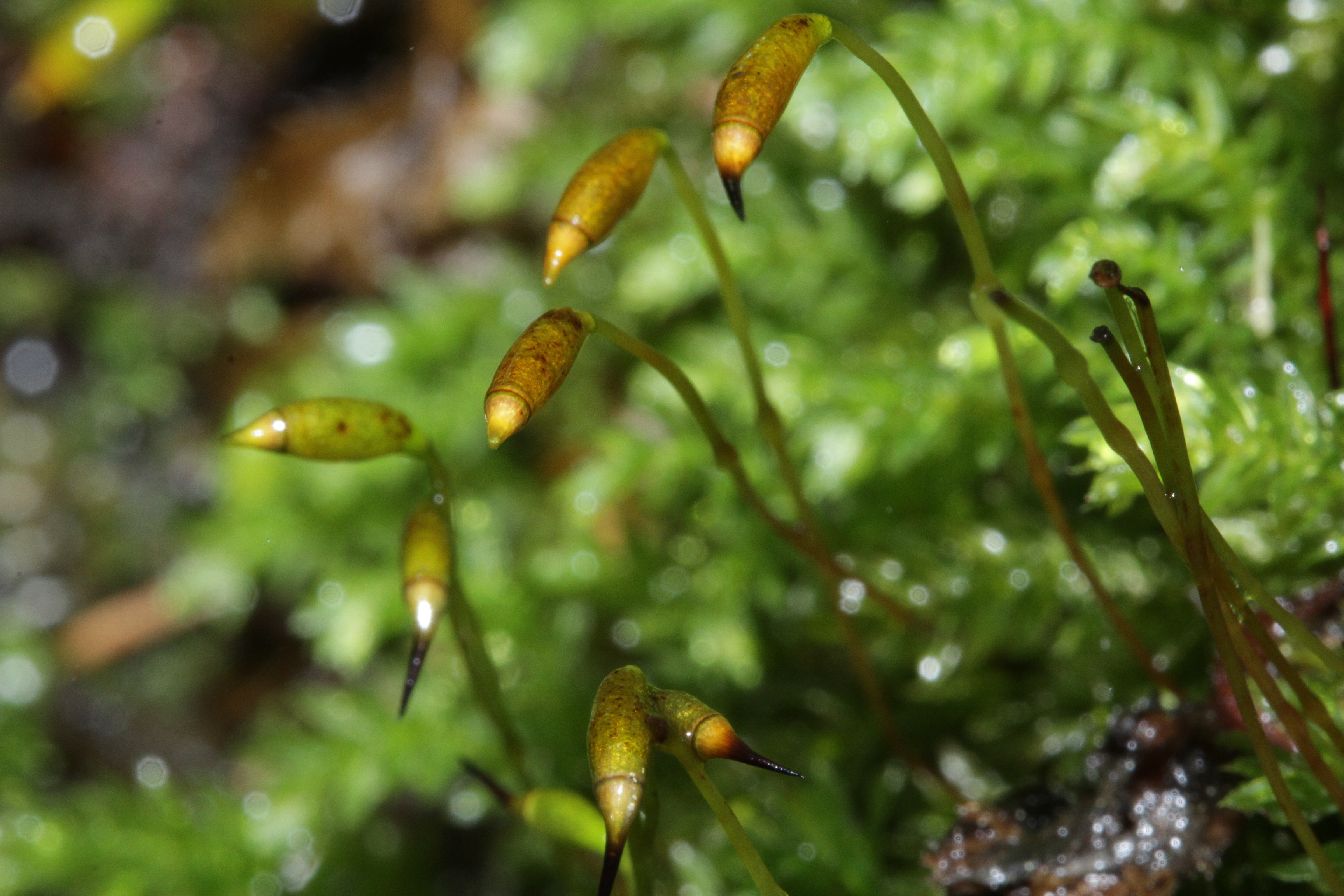
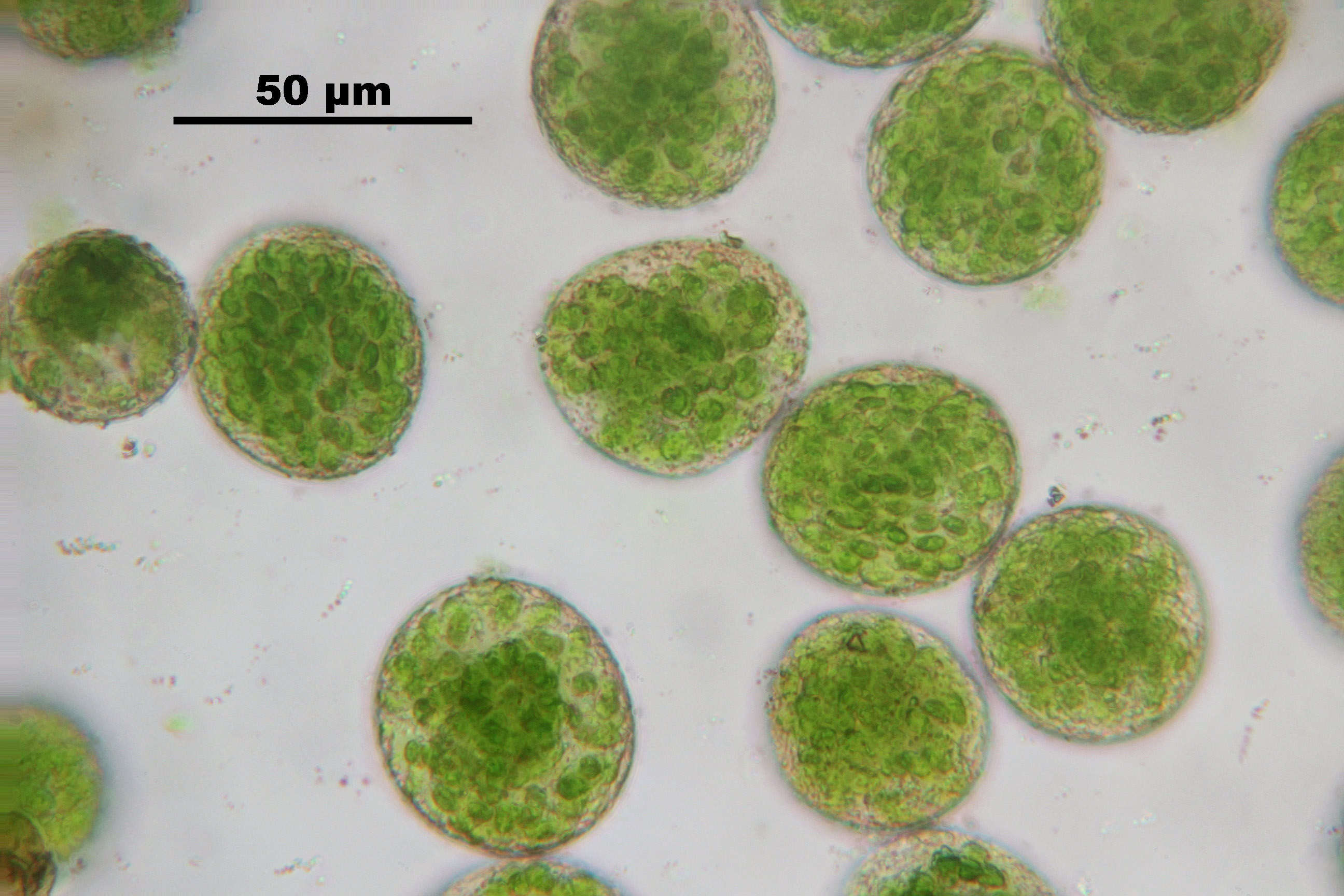

## Характеристика
Рослини 1–2(7) см. Стебла червоно-бурі чи червоні. Листки від зеленого до жовто-зеленого кольору, хрусткі та дещо згорнуті навколо стебла, злегка хвилясті чи зігнуті, коли сухі, еліптично-ланцетні, еліптичні, яйцюваті чи яйцювато-ланцетні, 1.5–3(4.5) мм; краї зелені, зрідка коричневі або червонувато-коричневі, 2-шаруваті, зубчасті до нижньої середини листа, зубці змінні, парні або іноді поодинокі, дрібні, гострі або тупі; верхівка гостра. Вид дводомний. Коробочка жовто-бура чи бура, 2–5 мм. Спори 20–40 мкм.